# Human Wheels
Human Wheels est le douzième album studio de l'auteur-compositeur-interprète américain John Mellencamp . Sorti sur Mercury Records le 7 septembre 1993, il a atteint la 7e place du Billboard 200. Le single What If I Came Knocking a été le dernier single n°1 de Mellencamp dans le classement Album Rock Tracks, demeurant au sommet pendant deux semaines à l'été 1993. L'album a été certifié Platine par la RIAA.
Entertainment Weekly a attribué la note « A » au disque, déclarant : « Le dernier album de John Mellencamp était plutôt du rock pur et dur, mais son nouvel album, « Human Wheels », a quelque chose de sombre et de mal rasé. Des instruments étranges – flûtes à bec, mandolines – surgissent tels des spectres désordonnés sur des pistes de batterie rauques qui semblent avoir été enregistrées dans une cave encombrée. Mellencamp lui-même marmonne et grogne d'une voix complexe et confuse, s'inquiétant à travers ses chansons sur les problèmes,. »
Le magazine Spin a nommé Human Wheels le cinquième meilleur album de 1993.

## Contexte
Le titre de l'album provient d'un poème qu'un ami de Mellencamp, George Green (en), a écrit et prononcé comme éloge funèbre sur la tombe de son grand-père à la mort de celui-ci. « Il n'avait aucune intention de l'utiliser comme chanson », a déclaré Mellencamp dans une interview accordée en 2008 au Bloomington Herald Times. « Il me l'a fait lire et je lui ai dit : "Ce sont les meilleures paroles que tu aies jamais écrites." Il a répondu : "Ce ne sont pas des paroles", et j'ai répondu : "Je peux en faire des paroles." Je l'ai prise, je l'ai découpée et j'ai écrit le refrain,,. » Dans une autre entrevue accordée en 2004 à American Songwriter, Mellencamp précise « J'ai écrit cette chanson sans guitare ni rien. J'ai juste chanté la mélodie. J'ai calculé la cadence mentalement, puis je me suis servi de ma guitare pour trouver les accords,. »
L'album est dédié au membre du groupe John Cascella, décédé de manière inattendue à mi-chemin de la production de l'album.

## Promotion
Mercury Records sort deux singles pour promouvoir l'album, ce qui est rare pour l'époque. Ils lancent ainsi What if I Came Knocking à la radio en juillet 1993, puis Human Wheels un mois plus tard. Celle-ci se classe à la 48e place du Billboard Hot 100.

## Liste des pistes
Toutes les chansons sont écrites et composées par John Mellencamp, sauf si précisé autrement.
| No  | Titre                                                         | Durée |
| --- | ------------------------------------------------------------- | ----- |
| 1.  | When Jesus Left Birmingham                                    | 5:16  |
| 2.  | Junior                                                        | 4:08  |
| 3.  | Human Wheels (auteurs : Mellencamp et George Green)           | 5:33  |
| 4.  | Beige to Beige                                                | 3:52  |
| 5.  | Case 795 (The Family)                                         | 5:15  |
| 6.  | Suzanne and the Jewels                                        | 3:55  |
| 7.  | Sweet Evening Breeze                                          | 4:51  |
| 8.  | What If I Came Knocking                                       | 5:05  |
| 9.  | French Shoes                                                  | 3:41  |
| 10. | To the River (auteurs : Janis Ian, John Vezner et Mellencamp) | 3:33  |

| 11. | When Jesus Left Birmingham (avec Sounds of Blackness (en)) | 3:58 |

## Artisans
- John Mellencamp – chant, guitare
- Kenny Aronoff (en) – batterie, percussions
- David Grissom (en) – guitares, mandoline, basse
- Lisa Germano – violon, mandoline, penny whistle, cithare, chœurs
- Toby Myers – basse, chœurs
- Pat Peterson – chœurs, accordéon, maracas, co-chant sur « Case 795 (The Family) », « French Shoes »
- Mike Wanchic – guitares, dobro, dulcimer, chœurs
- Malcolm Burn – orgue, guitare, harmonica, synthétiseur
- John Cascella – accordéon, orgue, chœurs, penny whistle, mélodica
- Janas Hoyt – harmonie vocale

## Palmarès
| Palmarès (1993)               | position maximale |
| ----------------------------- | ----------------- |
| Australie (ARIA)              | 7                 |
| Canada (Canadian Albums)      | 6                 |
| Allemagne (Media Control AG)  | 48                |
| Pays-Bas (Mega Album Top 100) | 87                |
| Suède (Sverigetopplistan)     | 8                 |
| Suisse (Schweizer Hitparade)  | 18                |
| Royaume-Uni (UK Albums Chart) | 37                |
| États-Unis (Billboard 200)    | 7                 |

| Palmarès (1993)          | Position |
| ------------------------ | -------- |
| Canada (Canadian Albums) | 33       |